# Socialministre fra Danmark
Ministre for Socialministeriet
| Socialminister             | Parti                       | Tiltrædelse | Afgang     | Regeringer |
| -------------------------- | --------------------------- | ----------- | ---------- | --- |
| Jens Jensen                | Socialdemokratiet           | 05.04.1920  | 05.05.1920 | Ministeriet M.P. Friis |
| Ingen                      |                             | 05.04.1920  | 23.04.1924 | Ministeriet Neergaard II, Ministeriet Neergaard III |
| Frederik Borgbjerg         | Socialdemokratiet           | 23.04.1924  | 14.12.1926 | Ministeriet Thorvald Stauning I |
| Ingen                      |                             | 14.12.1926  | 30.04.1929 | Ministeriet Madsen-Mygdal |
| K.K. Steincke              | Socialdemokratiet           | 30.04.1929  | 05.11.1935 | Ministeriet Thorvald Stauning II |
| Ludvig Christensen         | Socialdemokratiet           | 05.11.1935  | 08.07.1940 | Ministeriet Thorvald Stauning II |
| Johannes Kjærbøl           | Socialdemokratiet           | 08.07.1940  | 09.11.1942 | Ministeriet Thorvald Stauning III, Regeringen Vilhelm Buhl I |
| Laurits Hansen¹            | Socialdemokratiet           | 09.11.1942  | 05.05.1945 | Regeringen Scavenius |
| Hans Hedtoft               | Socialdemokratiet           | 05.05.1945  | 07.11.1945 | Regeringen Vilhelm Buhl II |
| Søren P. Larsen            | Venstre                     | 07.11.1945  | 24.04.1947 | Regeringen Knud Kristensen |
| Jens Sønderup              | Venstre                     | 24.04.1947  | 13.11.1947 | Regeringen Knud Kristensen |
| Johan Strøm                | Socialdemokratiet           | 13.11.1947  | 30.10.1950 | Regeringen Hans Hedtoft I |
| Poul Sørensen              | Det Konservative Folkeparti | 30.10.1950  | 30.09.1953 | Regeringen Erik Eriksen |
| Johan Strøm                | Socialdemokratiet           | 30.09.1953  | 28.05.1957 | Regeringen Hans Hedtoft II, Regeringen H.C. Hansen I |
| Julius Bomholt             | Socialdemokratiet           | 28.05.1957  | 07.09.1961 | Regeringen H.C. Hansen II, Regeringen Viggo Kampmann I & II |
| Kaj Bundvad                | Socialdemokratiet           | 07.09.1961  | 02.02.1968 | Regeringen Viggo Kampmann II, Regeringen Jens Otto Krag I & II |
| Nathalie Lind              | Venstre                     | 02.02.1968  | 11.10.1971 | Regeringen Hilmar Baunsgaard |
| Eva Gredal                 | Socialdemokratiet           | 11.10.1971  | 19.12.1973 | Regeringen Jens Otto Krag III |
| Jacob Sørensen             | Venstre                     | 19.12.1973  | 13.02.1975 | Regeringen Poul Hartling |
| Eva Gredal                 | Socialdemokratiet           | 13.02.1975  | 30.08.1978 | Regeringen Anker Jørgensen II |
| Erling Jensen              | Socialdemokratiet           | 30.08.1978  | 26.10.1979 | Regeringen Anker Jørgensen III |
| Ritt Bjerregaard           | Socialdemokratiet           | 26.10.1979  | 30.12.1981 | Regeringen Anker Jørgensen IV |
| Bent Hansen                | Socialdemokratiet           | 30.12.1981  | 27.04.1982 | Regeringen Anker Jørgensen V |
| Bent Rold Andersen         | Socialdemokratiet           | 27.04.1982  | 10.09.1982 | Regeringen Anker Jørgensen V |
| Palle Simonsen             | Det Konservative Folkeparti | 10.09.1982  | 23.07.1984 | Regeringen Poul Schlüter I |
| Elsebeth Kock-Petersen     | Venstre                     | 23.07.1984  | 12.03.1986 | Regeringen Poul Schlüter I |
| Mimi Stilling Jakobsen     | Centrum-Demokraterne        | 12.03.1986  | 03.06.1988 | Regeringen Poul Schlüter I & II |
| Aase Olesen                | Det Radikale Venstre        | 03.06.1988  | 18.12.1990 | Regeringen Poul Schlüter III |
| Else Winther Andersen      | Venstre                     | 18.12.1990  | 25.01.1993 | Regeringen Poul Schlüter IV |
| Karen Jespersen            | Socialdemokratiet           | 25.01.1993  | 28.01.1994 | Regeringen Poul Nyrup Rasmussen I |
| Bente Juncker              | Centrum-Demokraterne        | 28.01.1994  | 11.02.1994 | Regeringen Poul Nyrup Rasmussen I |
| Yvonne Herløv Andersen     | Centrum-Demokraterne        | 11.02.1994  | 27.09.1994 | Regeringen Poul Nyrup Rasmussen I |
| Karen Jespersen            | Socialdemokratiet           | 27.09.1994  | 23.02.2000 | Regeringen Poul Nyrup Rasmussen II, III & IV |
| Henrik Dam Kristensen      | Socialdemokratiet           | 23.02.2000  | 27.11.2001 | Regeringen Poul Nyrup Rasmussen IV |
| Henriette Kjær             | Det Konservative Folkeparti | 27.11.2001  | 02.08.2004 | Regeringen Anders Fogh Rasmussen I |
| Eva Kjer Hansen            | Venstre                     | 02.08.2004  | 12.09.2007 | Regeringen Anders Fogh Rasmussen I & II |
| Karen Jespersen            | Venstre                     | 12.09.2007  | 23.11.2007 | Regeringen Anders Fogh Rasmussen II |
| Ministeriet nedlagt        |                             |             |            | I Regeringen Anders Fogh Rasmussen III blev ministeriet nedlagt og sammenlagt med Indenrigsministeriet, en del af Økonomi- og erhvervsministeriet og Ministeriet for Familie- og Forbrugeranliggender til Velfærdsministeriet. |
| Karen Ellemann             | Venstre                     | 07.04.2009  | 23.02.2010 | Regeringen Lars Løkke Rasmussen I |
| Benedikte Kiær             | Det Konservative Folkeparti | 23.02.2010  | 03.10.2011 | Regeringen Lars Løkke Rasmussen I |
| Karen Hækkerup             | Socialdemokratiet           | 03.10.2011  | 09.08.2013 | Regeringen Helle Thorning-Schmidt I |
| Annette Vilhelmsen         | Socialistisk Folkeparti     | 09.08.2013  | 03.02.2014 | Regeringen Helle Thorning-Schmidt I |
| Manu Sareen                | Det Radikale Venstre        | 03.02.2014  | 28.06.2015 | Regeringen Helle Thorning-Schmidt II |
| Karen Ellemann             | Venstre                     | 28.06.2015  | 28.11.2016 | Regeringen Lars Løkke Rasmussen II |
| Mai Mercado                | Konservative Folkeparti     | 28.11.2016  | 27.06.2019 | Regeringen Lars Løkke Rasmussen III |
| Astrid Krag                | Socialdemokratiet           | 27.06.2019  | 15.12.2022 | Regeringen Mette Frederiksen I |
| Pernille Rosenkrantz-Theil | Socialdemokratiet           | 15.12.2022  | Nuværende  | Regeringen Mette Frederiksen II |

Note: ¹ Regeringen indgav 29. august 1943 sin afskedsbegæring til kongen og ophørte samtidig med at fungere. 30. august 1943 – 5. maj 1945 var derfor departementschefstyre, hvor ministeriernes departementschefer administrerede deres respektive sagområder.

## 1920-1924 og 1926-1929
I ministerierne Neergaard II, Neergaard III og Madsen-Mygdal var indenrigsministrene også ministre for de sociale sager. 
Det var Sigurd Berg i 1920-1921 samt Oluf Krag i 1921-1924 og 1926-1929.

## 1918 - 1920
Fra 18. november 1918 til 30. marts 1920 var kontrolminister og minister uden portefølje Thorvald Stauning leder af indenrigsministeriets afdelinger for sociale sager og for sager vedrørende arbejderforhold

## Før 1920
Indtil 1920 havde indenrigsministrene ansvaret for de sociale sager.
| Indenrigsminister (og socialminister) | Parti                  | Tiltrædelse | Afgang     | Regeringer                     |
| ------------------------------------- | ---------------------- | ----------- | ---------- | ------------------------------ |
| Enevold Sørensen                      | Venstre                | 24.07.1901  | 14.01.1905 | Ministeriet Deuntzer           |
| Sigurd Berg                           | Venstre                | 14.01.1905  | 12.10.1908 | Regeringen Christensen l & ll  |
| Klaus Berntsen                        | Venstre                | 12.10.1908  | 28.10.1909 | Ministeriet Holstein-Ledreborg |
| P. Munch                              | Det Radikale Venstre   | 28.10.1909  | 05.07.1910 | Ministeriet Zahle I            |
| Jens Jensen-Sønderup                  | Venstre                | 05.07.1910  | 21.06.1913 | Ministeriet Klaus Berntsen     |
| Ove Rode                              | Det Radikale Venstre   | 21.06.1913  | 30.03.1920 | Ministeriet Zahle II           |
| Waldemar Oxholm                       | forretningsministerium | 30.03.1920  | 05.04.1920 | Ministeriet Otto Liebe         |